# Салеж
Салеж (итал. Salise) је насељено место у унутрашњости Истарске жупаније, Република Хрватска. Административно је у саставу града Бузета.

## Географија
Салеж се налази 8,5км северозападно од Бузета на 355 метара надморске висине. Смештен је на стрмом брегу изнад дубоко усечене долине система потока који се уливају у Брачану, десну притоку Мирне.
Изолован је положајем и недостатком комуникација. Мала скупина кућа насеља Салеж налази се испод врха брежуљка Св. Јурај (423м), на којем су остаци великога праисторијског градинског насеља.

## Историја
Насеље се први пут помиње 1286. као Castrum de Salis, кад припада феуду Костела (Pietrapilosa). Касније је следио судбинуијеком каснијих стољећа слиједило је судбину феуда. Црква св. Миховила налази се северније од насеља, уз пут која се спушта према Бузету. Ппомиње се 1580, а има импровизирани бетонски звоник на прочељу, изграђен 1979, висок 15м, с два звона. Посебност је и невешто израђен двоструки кип лика мушкарца од месног пешчаника, с уклесаном год. 1796. и поменом правде у кратком латинском натпису. Служио је за кажњавање преступника њиховим излагањем погледима мештана.

## Становништво
Малобројни становници баве се искључиво пољопривредом на малим површинама, јер је подручје углавном неприкладно за екстензивну пољопривредну производњу.
Према последњем попису становништва из 2001. године у насељу Салеж живело је 17 становника који су живели у 4 породична домаћинства.
Кретање броја становника по пописима 1857—2001.
| година пописа  | 1857. | 1869. | 1880. | 1890. | 1900. | 1910. | 1921. | 1931. | 1948. | 1953. | 1961. | 1971. | 1981. | 1991. | 2001. |
| бр. становника | 189   | 205   | 107   | 119   | 104   | 169   | 437   | 471   | 121   | 106   | 62    | 45    | 32    | 20    | 17    |

Напомена:До 1910. исказивано под именом Салеж, а од 1921. до 1981. под именом Шалеж. У 1857, 1869, 1921. и 1931. садржи податке за насеља Сељаци и Шкуљари те део података за насеље Баредине. У 1921. и 1931.садржи податке за насеље Жонти.